# Слатине
Слатине — селище в Україні, у Дергачівській міській громаді Харківського району Харківської області, положене над річкою Лопанню. 6'826 мешканців (8'000 мешканців 1966). Засноване на початку XX століття. Найдавніші поселення вважаються хутори — Кулики, Клочки, Довгополи, Коробки. З 1912 р. почали заселятися с. Руська Лозова, у 1924 р. хутори Камишуваха та Липці.

## Географія
Селище міського типу Слатине знаходиться на березі річки Лопань (в основному на лівому березі), вище за течією примикає до смт Прудянка, нижче за течією примикає до села Солоний Яр, на відстані 1 км — село Безруки, через селище проходить залізниця, станція Слатине, через селище протікає струмок Гремучий Ключ, вище за течією якого знаходиться Слатинське водосховище.

## Населення

### Мова
Розподіл населення за рідною мовою за даними перепису 2001 року:
| Мова            | Кількість | Відсоток |
| --------------- | --------- | -------- |
| українська      | 5744      | 84.15%   |
| російська       | 1064      | 15.59%   |
| білоруська      | 7         | 0.10%    |
| румунська       | 5         | 0.07%    |
| угорська        | 4         | 0.06%    |
| інші/не вказали | 2         | 0.03%    |
| Усього          | 6826      | 100%     |

## Історія
Село Слатине засноване 1913 року. В 1957 — змінено статус на селище.
Назва селища походить від відомого прізвища піаніста і диригента Іллі Ілліча Слатіна (1845—1931).
На території селища знаходяться братські могили воїнів-визволителів. Бої за Слатине (1943 р.), загинули 386 бійців.
На вшанування пам'яті встановлено монумент «Скорботна мати» — (скульптор М. Юрченко).
У 2010 та 2011 рр. були відкриті пам'ятні знаки воїнам-інтернаціоналістам та ліквідаторам аварії на Чорнобильській АЕС. За підтримки селищного голови О. В. Гури, голови ветеранської організації В. Г. Кононенка, та за підтримки райдержадміністрації.
Слатинський навчально виховний комплекс побудований у 1930 році. На території селища Слатине працюють клуб (завідувачка А. О. Мигаль) та бібліотека (завідувачка Т. О. Козел). Фонди бібліотеки складають 14166 примірників. На території клубу працює 10 гуртків та клуби за інтересами, беруть активну участь у районних та обласних конкурсах і фестивалях.
У 1926 р. утворена селищна рада. Депутатський корпус налічує 25 депутатів селищної ради. У 1982 р. головою обраний О. Є. Туренко.
12 червня 2020 року, розпорядженням Кабінету Міністрів України № 725-р «Про визначення адміністративних центрів та затвердження територій територіальних громад Харківської області», увійшло до складу Дергачівської міської громади.
19 липня 2020 року, в результаті адміністративно-територіальної реформи та ліквідації Дергачівського району, селище міського типу увійшло до складу Харківського району.
24 лютого 2022 населений пункт був окупований ЗС РФ.
з 25 лютого і по 21 квітня було у "Сірій зоні"
22 квітня 2022 року підрозділи Збройних сил України під час наступальних заходів та запеклих боїв звільнили населений пункт від російських військ.
з 24 лютого 2022 і до 11 вересня 2022 активно обстрілювався  зі сторони ЗС РФ.
22 червня 2023 року, згідно з рішенням №230 (Додаток №19), назву Слатине визнали не відповідною до стандарту державної мови, та рекомендують перейменувати.

## Економіка
- Молочно-товарна ферма.
- Теплиці.
- «Агротехніка-2007», ТОВ.
- «Слобожанщина», ТОВ.
- ТОВ СП «Вікторія ВТ».

## Об'єкти соціальної сфери
- Дитячий садочок.
- Школа.
- Клуб.
- Бібліотека.
- Спортивний майданчик.
- Амбулаторія.
- Заняття гімнастики в спорт залі
- Поштове відділення
- Слатинське відділення ЦЕЗ № 10
- Аптека
- Інвентаризатор

## Пам'ятки
- Ботанічний заказник місцевого значення «Слатинський». Площа 18,9 га. У заплаві річки Лопань виростають рослинні угруповання справжніх лук з популяціями цінних лікарських рослин.
- Храм Казанської ікони Божої Матері.

## Галерея

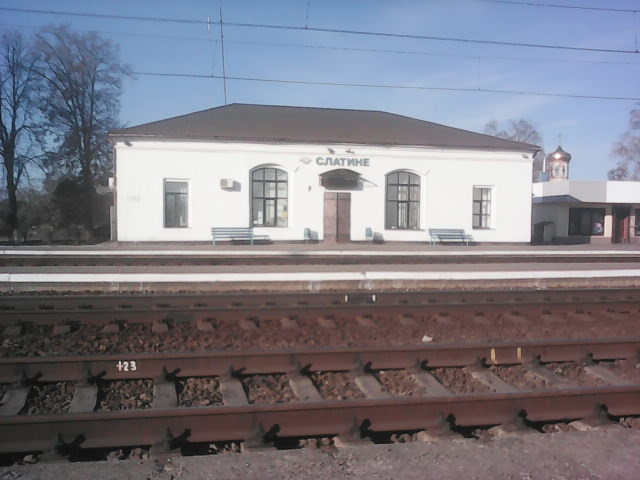
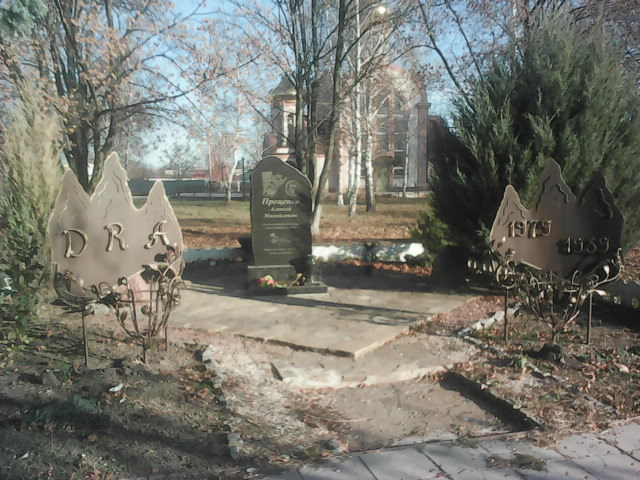
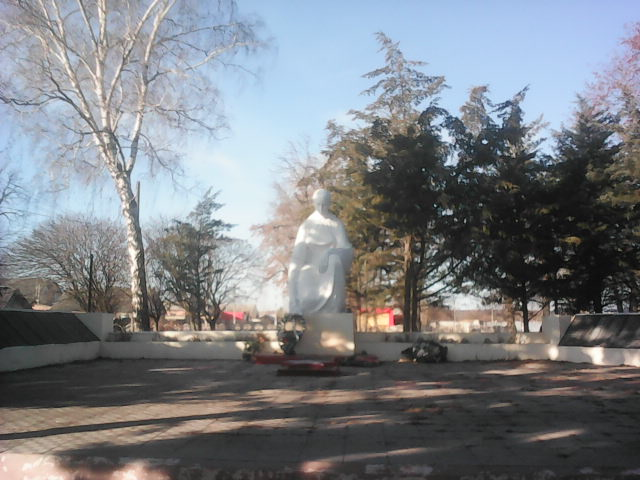
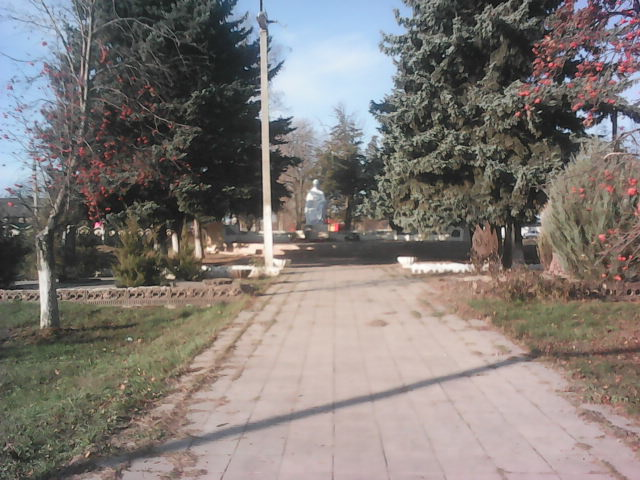
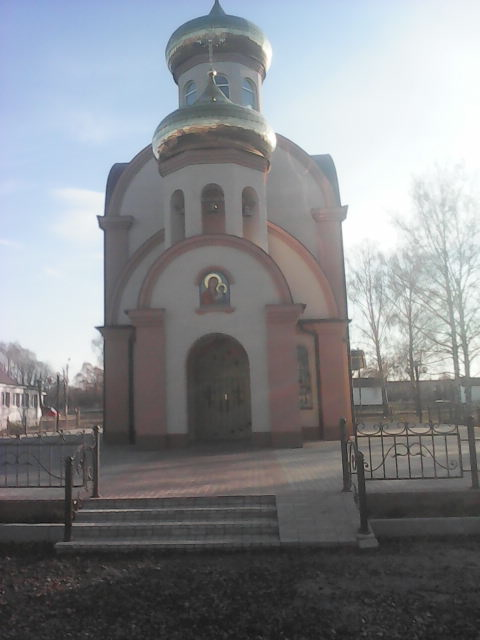

## Особистості
- Воронов Микола Павлович — український вчений-правознавець, професор, кандидат юридичних наук.
- Прудніков Василь Григорович (* 1948) — доктор сільськогосподарських наук, профеоор.
- Целуйко Микола Іванович — український художник.